# ダルコ・ブラシャナツ
ダルコ・ブラシャナツ（Darko Brašanac 、1992年2月12日 - ）は、セルビア・チャイェティナ出身のプロサッカー選手。CDレガネス所属。ポジションはMF。

## 経歴

### クラブ
パルチザン・ベオグラードの下部組織で育成された。2010年1月、プロ契約前ながらトップチームに昇格。3月14日のFKハイドゥク・クラ戦でトップチームデビュー。2010年6月、マティヤ・ナスタシッチと共にプロ契約を結んだ。
2016年8月26日、レアル・ベティスに移籍。契約は5年。2017年8月30日、CDレガネスにレンタル移籍。2018年8月31日、デポルティーボ・アラベスにレンタル移籍。
2019年7月23日、CAオサスナへの完全移籍が決まり、3年契約を締結した。
2024年2月1日、レガネスに復帰した。

### 代表
U-17年代からセルビア代表に選ばれており、主要大会ではUEFA U-19欧州選手権2011、UEFA U-21欧州選手権2015に参加した。
2015年9月4日、UEFA EURO 2016予選のアルメニア戦でフル代表デビュー。

## タイトル
パルチザン
- セルビア・スーペルリーガ: 2009–10, 2010–11, 2012–13, 2014–15
- セルビア・カップ: 2010–11, 2015–16